# Cantone di Samoëns
Il Cantone di Samoëns era un cantone francese dell'arrondissement di Bonneville.
A seguito della riforma approvata con decreto del 13 febbraio 2014, che ha avuto attuazione dopo le elezioni dipartimentali del 2015, è stato soppresso.

## Composizione
Comprendeva i comuni di:
- Morillon
- Samoëns
- Sixt-Fer-à-Cheval
- Verchaix